# Санта-Марія (Браганса)
Санта-Марія (порт. Santa Maria; МФА: [ˈsɐ̃.tɐ mɐ.ˈɾi.ɐ]) — парафія в Португалії, у муніципалітеті Браганса. Розташована в північно-східній частині країни, на теренах історичної португальської провінції Трансмонтана. Входить до складу округу Браганса. За адміністративним поділом, чинним до 1976 року, терени парафії були складовою провінції Трансмонтана і Верхнє Дору. Належить до Брагансько-Мірандської діоцезії Католицької церкви. Патрон — Діва Марія. Площа — 13,4943 км². Населення — 3940 ос. (2011). Середньо урбанізований регіон. Густота населення — 291,98 осіб/км²
. Код — 040242.

## Назва
- Браганса (Санта-Марія) (порт. Bragança (Santa Maria)) — офіційна назва.

## Населення
| Кількість мешканців | Кількість мешканців | Кількість мешканців | Кількість мешканців | Кількість мешканців | Кількість мешканців | Кількість мешканців | Кількість мешканців | Кількість мешканців | Кількість мешканців | Кількість мешканців | Кількість мешканців | Кількість мешканців | Кількість мешканців | Кількість мешканців |
| ------------------- | ------------------- | ------------------- | ------------------- | ------------------- | ------------------- | ------------------- | ------------------- | ------------------- | ------------------- | ------------------- | ------------------- | ------------------- | ------------------- | ------------------- |
| 1864                | 1878                | 1890                | 1900                | 1911                | 1920                | 1930                | 1940                | 1950                | 1960                | 1970                | 1981                | 1991                | 2001                | 2011                |
| 2 857               | 2 788               | 3 111               | 2 742               | 2 754               | 2 687               | 3 118               | 3 325               | 4 377               | 3 908               | 4 110               | 3 924               | 3 239               | 3 404               | 3 940               |